# THREE ONE LENGTH
THREE ONE LENGTH（スリー・ワン・レングス）は3人組の日本のレゲエユニットである。

## 概要
1992年に同じ職場だったNAMA-ROYとHIRANO BROWNが仲良くなり、NAMA-ROYの地元の先輩であった渡辺俊美の勧めでコンビを結成。当初はナマルマン（NAMA-ROY）&海マン（HIRANO BROWN）と名乗り、下北沢のライブハウス「ZOO」にて活動し-ていたR&Bバンド「ジャイアンツ」の前座でデビュー。NAMA-ROYが上京後初めて友達になったのがHIRANO BROWNという旧知の仲。NAMA-ROYが 「人んちの母ちゃんの握ったおにぎりは食えない」とかの「こんなのヤダ」ネタにBROWNがダンスホールトラックを被せるなどのパフォーマンスをしていた。その後、「ジャイアンツ」のメンバーであり、渡辺俊美の経営する洋服屋「セルロイド」の店員だったHOTEIが加入。HOTEIは渡辺から「後輩の弟、今日からヨロシク！」と紹介されたのがNAMA-ROYだった。「DJの藤井悟の命名によりユニット名を「THREE ONE LENGTH」に改ため再スタートした。同時期に、TOKYO No.1 SOUL SETの勧めでリトル・バード・ネイションに加入。スチャダラパーのライブへのゲスト出演等でも活躍した。現在は、グループとしての楽曲リリースは減ったものの、共にイベントを催す等、活動は続いている。また、メンバーはそれぞれ、DJの藤井悟率いるCARRIBIAN DANDYへの参加や、afro BOOGALOO SKA ACADEMYとしての活動もある。
2010年にスチャダラパーのデビュー20周年イベント「スチャダラ2010〜オールスター感謝祭〜」にて久々にライブアクトとしてパフォーマンスを行い、「DRIVE D-51」を披露した。

## 概歴
- 1992年11月結成。
- 1994年、スチャダラパー「GET UP AND DANCE」に参加。
- 1995年、コンピレーション「Hey! Young World」にThree One Lengs名義で参加。
- 1996年、1st EP「THREE ONE LENGTH」をNatural Foundationよりリリース。
- 1997年、シングル「I'm a man / フローズンダイキリ」リリース。

## メンバー
- NAMA-ROY (ナマロイ) - Dee Jay
- HIRANO BROWN (ヒラノ・ブラウン) - Vocal、現在は東大和市でTROPICAFEというカフェの店主もしている。
- HOTEI (ホテイ/DJ Kaz Sudo) - Selector

## ディスコグラフィー
- THREE ONE LENGTH (1996年10月1日/Natural)
- I'm a man / フローズンダイキリ(1997年8月1日/Natural)

## その他のリリース
- "BLOWIN'IN THE WORLD"( V.A「Hey! Young World」収録/1995年）
- "BLOW TALK" ( V.A 「Temple Of Dub」収録/1999年)

## 客演
- スチャダラパー 「GET UP AND DANCE」 （アルバム「スチャダラ外伝」収録/1994年4月1日)
- 脱線3「ウルティメイト・ベシャリスト」＊NAMA-ROYのみ（アルバム「XXX JAPAN」収録/1995年12月1日）
- スチャダラパー「MOON LIGHT DISTRICT」＊HIRANO BROWNのみ（アルバム「偶然のアルバム」収録/1994年9月4日）
- スチャダラパー「クライングドゥービーマン(パンチMIX)」＊HOTEI、NAMA-ROYのみ（アルバム「東芝クラシック95-97」収録/1998年3月25日）
- afro BOOGALOO SKA ACADEMY 「風が吹くKaze ga fuku」＊HOTEI(DJ Kaz Sudo)のみ (V.A.「Mestizos y Cumbia Musicos de Extremo Oriente」収録/2014年2月5日)
- NAMA-ROY&MAL「OLD&NEW」＊NAMA-ROYのみ（V.A「DANCEHALL HIGH!!」収録/2004年4月21日)

## 関連アーティスト
- TOKYO No.1 SOUL SET
- THE ZOOT16
- スチャダラパー
- キミドリ